# Sielsowiet Łużok
Sielsowiet Łużok (biał. Лужкоўскі сельсавет, Łużkouski sielsawiet; ros. Лужковский сельсовет) – sielsowiet na Białorusi, w obwodzie homelskim, w rejonie kormańskim, z siedzibą w Łużoku.

## Demografia
Według spisu z 2009 sielsowiet Łużok zamieszkiwało 958 osób, w tym 930 Białorusinów (97,08%), 13 Rosjan (1,36%), 10 Ukraińców (1,04%), 2 Uzbeków (0,21%), 1 Polak (0,10%), 1 Mołdawianin (0,10%) i 1 osoba, która nie podała żadnej narodowości.

## Historia
19 czerwca 2008 do sielsowietu Łużok przyłączono cztery miejscowości z sielsowietu Strukaczou.

## Geografia i transport
Sielsowiet położony jest w południowej części rejonu kormańskiego i na południe od stolicy rejonu Kormy. Przebiegają przez niego jedynie drogi lokalne.

## Miejscowości
- agromiasteczko:
  - Łużok
- wsie:
  - Alaksandrauka
  - Dubawica
  - Matorauka
  - Michalouka
  - Norkauszczyna
  - Rasochi
  - Skartyń
  - Żabin